# 공군공중기동정찰사령부
공군공중기동정찰사령부(空軍空中機動偵察司令部, ROKAF Air Mobility & Reconnaissance Command)는 대한민국 공군의 공군작전사령부 예하 기능 사령부이다. 본부는 부산광역시 강서구 김해 공군기지에 위치하고 있다.

## 역사
2010년 12월 23일, 작전사령부로 과다하게 집중된 지휘통제 폭을 완화하고, 각 전투사로 권한을 위임함으로써 전쟁 수행 능력을 강화하기 위해 창설되었다. 오산 공군기지에 사령부를 두고 있었다.
2015년 3월 27일, 대한민국 국방부는 합동참모회의에서 의결한 공군지휘구조 개편안을 바탕으로, 공군 북부전투사령부를 공중기동정찰사령부로 재편성할 것이라고 언론에 발표하였다. 수송기, 정찰기, 훈련기를 담당하며, 완전히 재편성하기에 앞서 7월 1일부터 6개월 동안의 시범 운영을 마치고 2016년 1월 1일부터 정식으로 운영하기 시작했다.

## 부대
- 제3훈련비행단
- 제5공중기동비행단
- 제15특수임무비행단
- 제39정찰비행단
- 제6탐색구조비행전대
- 제51항공통제비행전대

## 계보
- 북부전투사령부, 2010년 12월 23일 ~ 2015년 6월 30일
- 공중기동정찰사령부 (임시), 2015년 7월 1일 ~ 2015년 12월 31일
- 공중기동정찰사령부, 2016년 1월 1일 ~ 현재

## 역대 지휘관
| # | 계급 | 성명   | 취임일           | 이임일           | 참고                           |
| - | ---- | ------ | ---------------- | ---------------- | ------------------------------ |
| 1 | 중장 | 김정식 | 2010년 12월 27일 | 2011년 11월 28일 | 사령부 창설                    |
| 2 | 소장 | 홍완표 | 2011년 11월 29일 | 2012년 11월 5일  |                                |
| 3 | 소장 | 유병길 | 2012년 11월 6일  | 2013년 11월 12일 |                                |
| 4 | 중장 | 이건완 | 2013년 11월 13일 | 2014년 4월 23일  |                                |
| 5 | 소장 | 노병균 | 2014년 4월 24일  | 2015년 4월 14일  | 공중기동정찰사령부로 재편성됨. |

| # | 계급 | 성명   | 취임일          | 이임일          | 참고        |
| - | ---- | ------ | --------------- | --------------- | ----------- |
| 1 | 소장 | 최근영 | 2015년 4월 15일 | ?               | 초대 사령관 |
| 2 | 소장 | 박웅   | 2020년 12월 9일 | 2021년 12월 9일 |             |
| 3 | 소장 | 유재문 | 2021년 12월     | 2022년 12월     |             |
| 4 | 소장 | 최춘송 | 2022년 12월     | 2023년 11월     |             |
| 5 | 소장 | 김진오 | 2023년 11월     | 2024년 11월     |             |
| 6 | 소장 | 김영채 | 2024년 11월     |                 |             |

## 부대가
```
영공을 수호하는 보라매들아
느껴지는가 이 뜨거운 심장이
높이 날아라 더욱더 높이
창공을 누비는 하늘의 전사여
조국의 이름으로 하늘을 지킨다
하나되어 승리하는 기동정찰사령부

하늘을 방위하는 보라매들아
들리는가 우리의 숨소리가
멀리 날아라 더욱더 멀리
창공을 누비는 하늘의 전사여
조국의 이름으로 하늘을 지킨다
하나되어 승리하는 기동정찰사령부

```

## 같이 보기
- 공군공중전투사령부

## 참조
1. ↑  송현숙 (2009년 8월 7일). “공군북부전투사령부 오산서 기반공사 ‘첫 삽’”. 국방일보. 2011년 6월 27일에 확인함.[깨진 링크(과거 내용 찾기)]
2. ↑  “공군, 북부전투사령부 창설” (PDF). 대한민국 공군. 2011년 1월 27일. 2011년 6월 27일에 확인함.
3. ↑  김태훈 (2015년 3월 31일). “공군 남부·북부사령부, 각각 공중전투·공중기동정찰사령부로 개편”. SBS 뉴스. 2015년 4월 19일에 확인함.
4. ↑  이영재 (2015년 6월 30일). “공군 전투사령부 운영, 지역→기능 중심으로 바뀐다”. 연합뉴스. 2015년 7월 16일에 확인함.
5. ↑  윤상범 (2015년 12월 29일). “공중전투사·공중기동정찰사 새해 공식 출범”. 국방일보. 2015년 12월 30일에 확인함.[깨진 링크(과거 내용 찾기)]